# 石神留美子

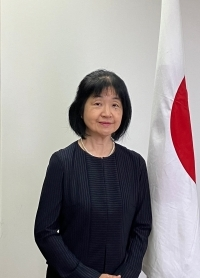
在ハガッニャ日本国総領事館ウェブページより

石神 留美子（いしがみ るみこ、1962年〈昭和37年〉1月31日 - ）は、東京都出身の日本の外交官。
宮内庁皇嗣職宮務官、在ハガッニャ総領事などを経て、2024年11月から駐モルディブ大使を務める。

## 略歴
- 1985年3月　青山学院大学法学部卒業
- 1985年　外務省専門職員採用試験合格
- 1986年4月　外務省入省
- 2004年8月　総合外交政策局軍縮不拡散・科学部不拡散・科学原子力課国際原子力協力室 課長補佐
- 2006年9月　大臣官房在外公館課 課長補佐
- 2008年8月　在ニューヨーク日本国総領事館 領事
- 2011年7月　在ブルガリア日本国大使館 一等書記官
- 2014年9月　在エディンバラ日本国総領事館 領事
- 2017年8月　在ナミビア日本国大使館 一等書記官
- 2020年1月　宮内庁皇嗣職宮務官
- 2023年3月　外務省在ハガッニャ日本国総領事館 総領事
- 2024年11月 在モルディブ日本国大使館 特命全権大使[2]